# Rostov Arena
De Rostov Arena (Russisch: Ростов Арена) is een voetbalstadion in de Russische stad Rostov aan de Don. Rostov was een van de gaststeden voor het WK 2018, de Rostov Arena werd hier speciaal voor gebouwd. Er waren vijf wedstrijden gepland en werden vijf wedstrijden gespeeld op het WK. Na het WK werkt de club FK Rostov hier haar thuiswedstrijden af en vertrekt daarmee uit het Olimp-2. De Rostov Arena biedt plaats aan 45.000 toeschouwers.

## Wereldkampioenschap voetbal 2018
| Datum        | Tijd          | Thuisteam  | Uitslag | Uitteam       | Competitie         | Toeschouwers | Onderlingsresultaat |
| ------------ | ------------- | ---------- | ------- | ------------- | ------------------ | ------------ | ------------------- |
| 17 juni 2018 | 21:00 (UTC+3) | Brazilië   | 1 – 1   | Zwitserland   | Groepsfase poule E | 43.109       | onderlingsresultaat |
| 20 juni 2018 | 18:00 (UTC+3) | Uruguay    | 1 – 0   | Saoedi-Arabië | Groepsfase poule A | 42.678       | onderlingsresultaat |
| 23 juni 2018 | 18:00 (UTC+3) | Zuid-Korea | 1 – 2   | Mexico        | Groepsfase poule F | 43.472       | onderlingsresultaat |
| 26 juni 2018 | 21:00 (UTC+3) | IJsland    | 1 – 2   | Kroatië       | Groepsfase poule D | 43.472       | onderlingsresultaat |
| 2 juli 2018  | 21:00 (UTC+3) | België     | 3 – 2   | Japan         | Achtste finale     | 41.466       | onderlingsresultaat |

## Foto's bouw

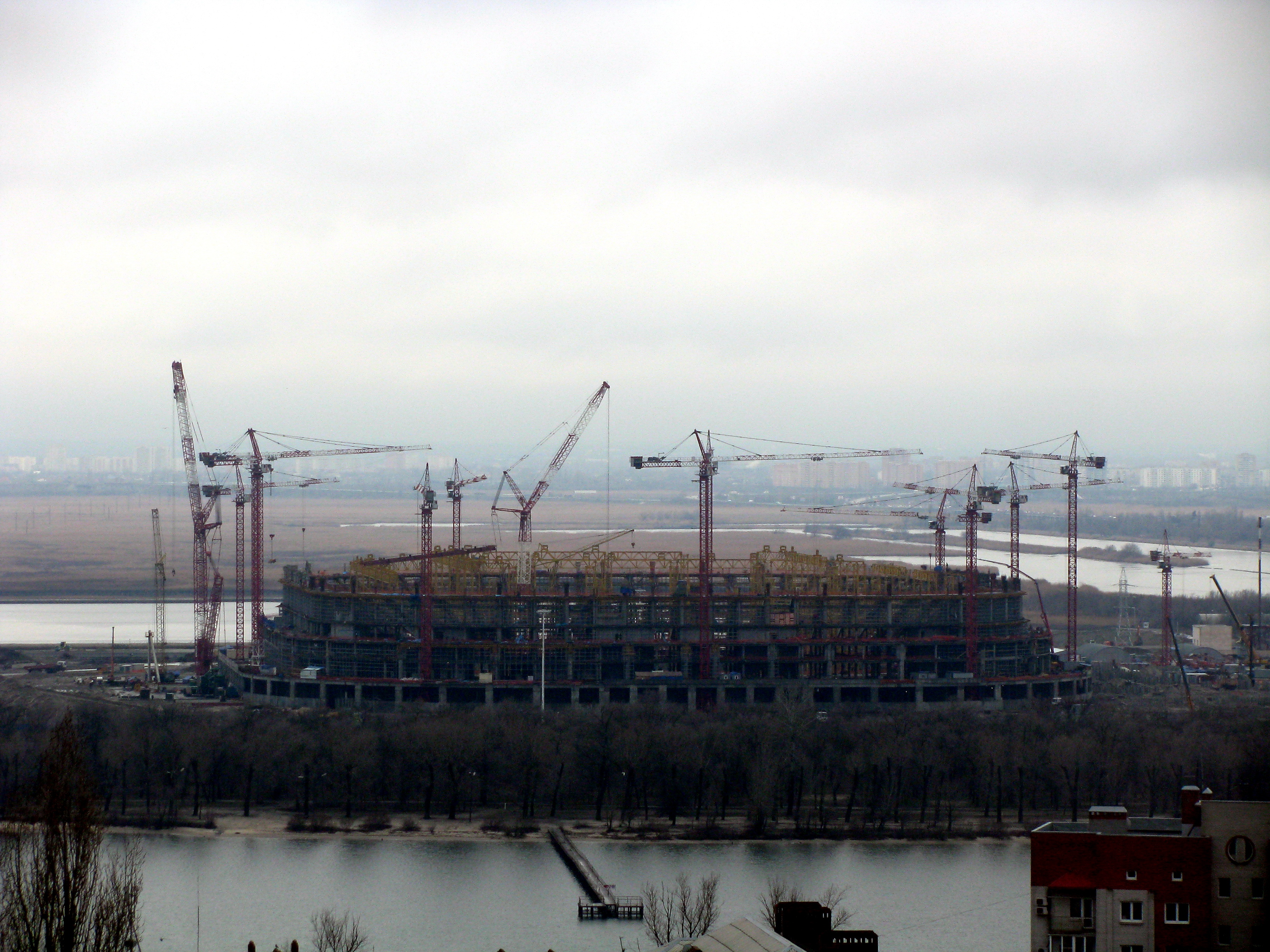
Februari 2016
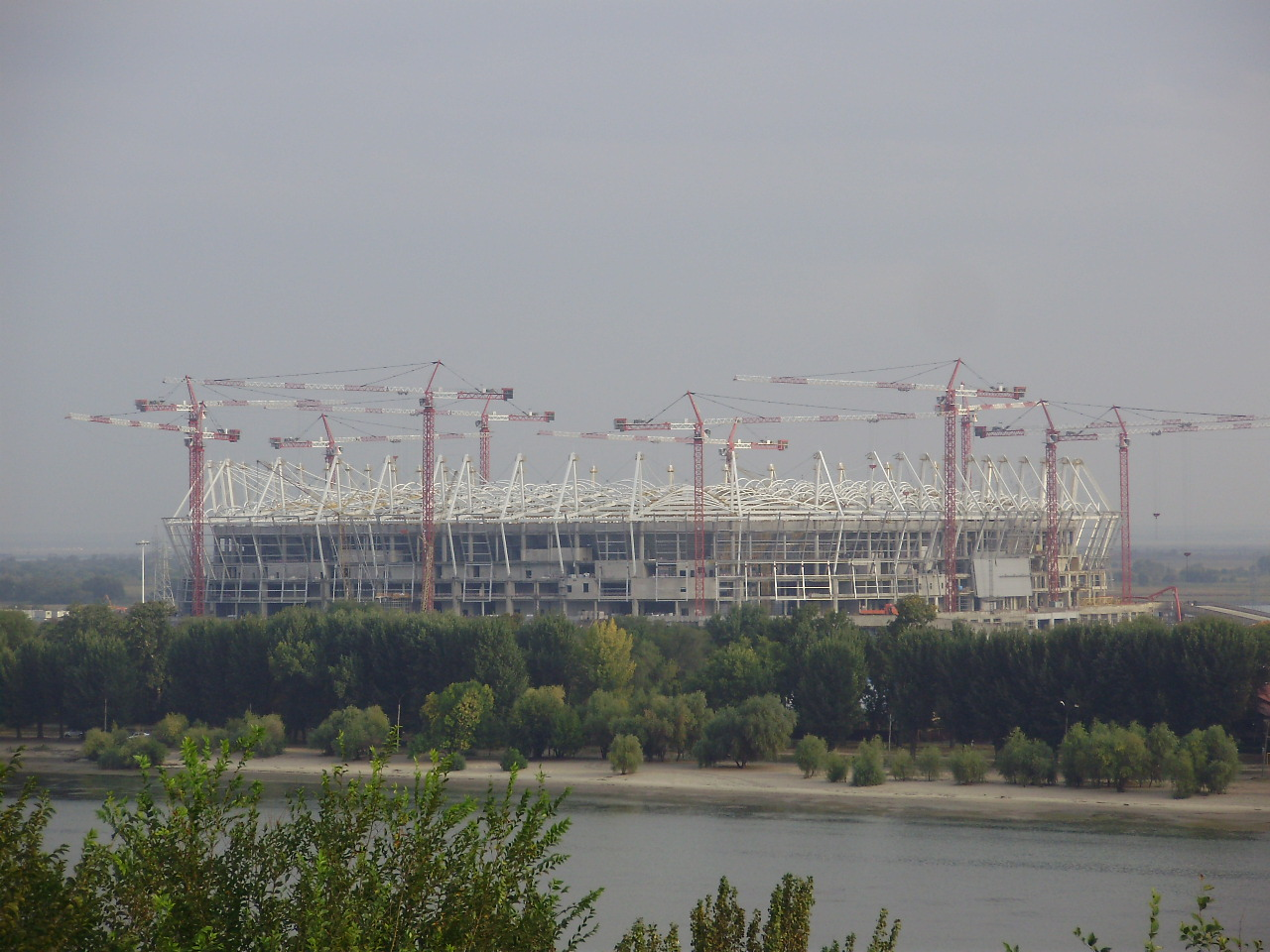
September 2016

Stadion Sint-Petersburg (Sint-Petersburg) · Olympisch Stadion Loezjniki (Moskou) · Otkrytieje Arena (Moskou) · Stadion Nizjni Novgorod (Nizjni Novgorod) · Stadion Kaliningrad (Kaliningrad) · Centraal Stadion (Jekaterinenburg) ·  Mordovia Arena (Saransk) ·  Kazan Arena (Kazan) · Rostov Arena (Rostov aan de Don) · Olympisch Stadion Fisjt (Sotsji) · Volgograd Arena (Volgograd) · Cosmos Arena (Samara)